# Catocala hilaris
Catocala hilaris är en fjärilsart som beskrevs av Charles Oberthür 1907. Catocala hilaris ingår i släktet Catocala och familjen nattflyn. Inga underarter finns listade i Catalogue of Life.